# Роузбад (Тексас)
Роузбад (енгл. Rosebud) град је у америчкој савезној држави Тексас. По попису становништва из 2010. у њему је живело 1.412 становника.

## Демографија
Према попису становништва из 2010. у граду је живело 1.412 становника, што је 81 (5,4%) становника мање него 2000. године.
| Група             | 2000.       | 2010.       |
| Белци             | 766 (51,3%) | 721 (51,1%) |
| Афроамериканци    | 273 (18,3%) | 251 (17,8%) |
| Азијати           | 1 (0,1%)    | 1 (0,1%)    |
| Хиспаноамериканци | 444 (29,7%) | 412 (29,2%) |
| Укупно            | 1.493       | 1.412       |